# Sonaco
Sonaco és una vila i un sector de Guinea Bissau, situat a la regió de Gabú. Té una superfície 784 kilòmetres quadrats. En 2008 comptava amb una població de 39.875 habitants.